# Populus × canadensis
Il pioppo nero canadese (Populus × canadensis Moench, 1785) è un ibrido del pioppo nero americano (Populus deltoides) e del pioppo nero europeo (Populus nigra). 
A causa della facilità di propagazione e della possibilità di scambiare talee, i primi ibridi furono creati alla fine del XVII secolo. A causa della loro rapida crescita e delle vantaggiose proprietà del legno, questi si sono diffusi rapidamente e hanno soppiantato il pioppo nero originario dell'Europa. L'identificazione dei pioppi neri puri è difficile. La chiara distinzione tra specie e ibridi non è possibile solo con confronti morfologici. Tuttavia, la distinzione riesce attraverso metodi biochimici-genetici.

## Descrizione

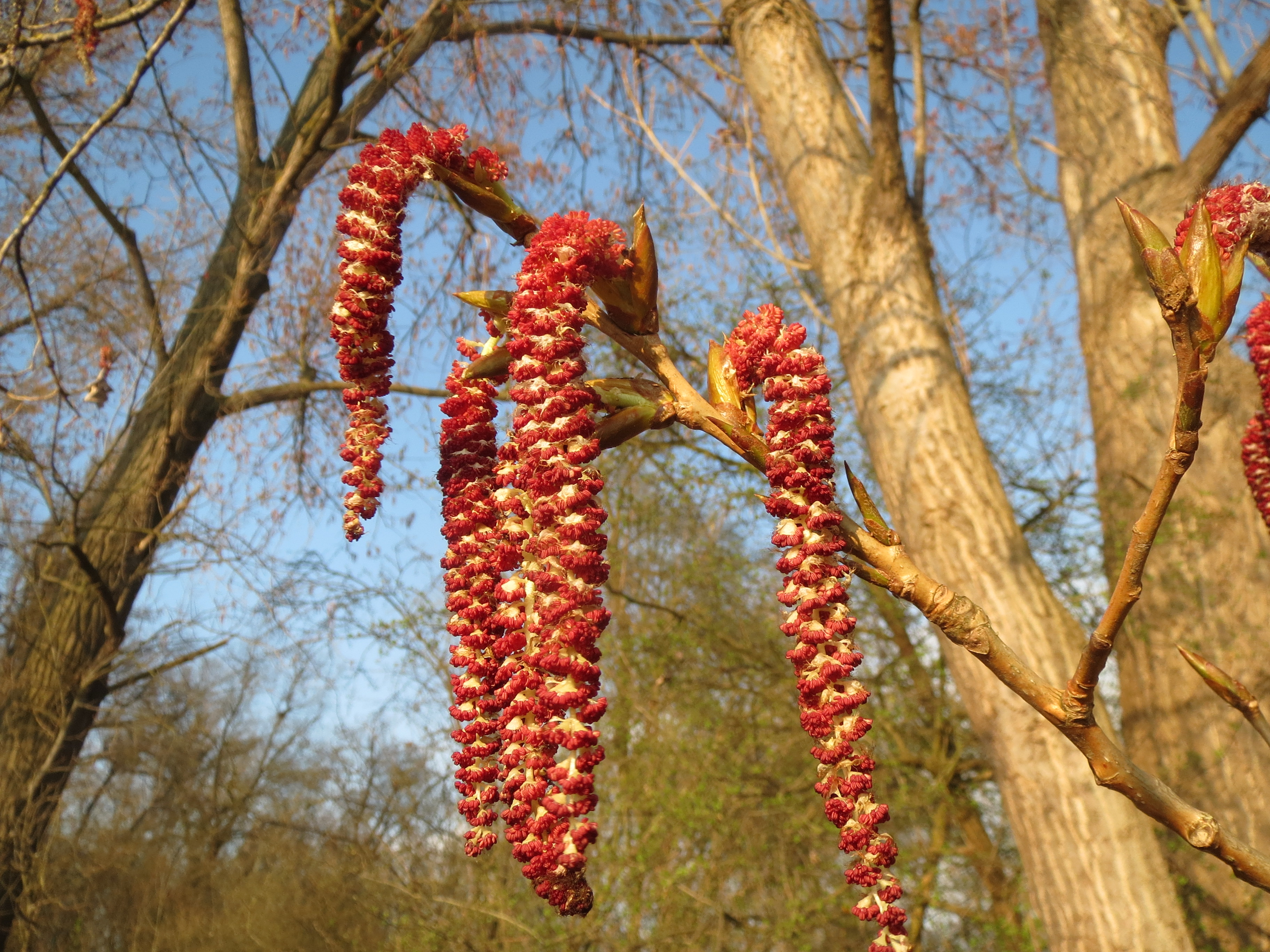
Amenti maschili

Il pioppo nero ibrido è un albero alto fino a 30 metri e ha un tronco continuo con una corona ovoidale da stretta a larga. I germogli sono da tondi a leggermente spigolosi, per lo più spogli o raramente leggermente pelosi. Le cime sono resinose. Le foglie sono alterne, di forma più o meno triangolare, lunghe appuntite da 7 a 10 centimetri. Alla base del picciolo possono essere presenti una o due glandule. Il bordo della foglia è dentellato e nudo su entrambi i lati, il gambo è rossastro. I pioppi sono dioici e fioriti a vento, formando amenti pendenti. I fiori femminili hanno un ovario a due petali, quelli maschili sono lunghi circa 7 centimetri e formano da 15 a 25 stami. I frutti sono capsule coriacee con due lembi, i semi sono lunghi da 1 a 1,5 millimetri e hanno un ciuffo di pelo alla base.
La specie primaria può essere incrociata solo con Populus deltoides come femmina e Populus nigra come partner maschile. Gli ibridi possono essere incrociati in modo fertile con la specie madre, determinando la formazione di uno sciame ibrido con caratteristiche intermedie tra le due specie madri in una miscela continua. È quindi discutibile se in Europa esista ancora il Populus nigra omozigote senza commistione genetica delle specie americane.
Si riportano le caratteristiche distintive tra Populus nigra e tipico Populus x canadensis:
- Sezione trasversale dei giovani germogli angolare (tonda in nigra), corteccia prevalentemente scanalata longitudinalmente (intagliata a rete in nigra), foglie appena affioranti rossastre (verde chiaro in nigra), sempre con ghiandole alla base del picciolo della foglia lamina (solitamente assente in nigra), fiori femminili con tre fino a quattro (raramente solo due) stimmi, capsula di frutta che si apre con tre o quattro colonne (raramente due colonne) (in nigra sempre due).

Inoltre, il canadensis è molto più frequentemente colpito dal vischio.
Il pioppo nero ibrido cresce nelle pianure alluvionali e nei boschi ripariali su terreno ricco di sostanze nutritive, sabbioso, ghiaioso e argilloso, da moderatamente asciutto a fresco che può essere da leggermente acido a molto alcalino. Prospera fino a temperature minime medie annuali comprese tra -30 e -35 °C (zona di resistenza 4).
Ci sono diversi cloni nella coltura che sono di importanza forestale. La determinazione precisa è possibile solo su piante annuali propagate per talea. Si distinguono le seguenti forme di coltura (selezione):
- Gelrica, una cultivar a crescita rapida con un tronco lungo, quasi bianco. Il germogliamento è medio-precoce, si formano germogli rosso-marroni. Le foglie sono più o meno triangolari e grossolanamente dentate. La parte superiore è verde fresco lucido.
- Marilandica, con chioma ampia e ramificata e rami ottusi. Il germogliamento è precoce, i germogli sono marroni e diventano rapidamente verdi. Le foglie sono rombico-ovate con un lungo apice e una base a forma di cuneo. Le lame fogliari sono straordinariamente verde chiaro.
- Regenerata, con portamento largamente conico e rami più o meno spiraliformi. I giovani ramoscelli sono finemente pelosi. Il germogliamento è medio-precoce, i giovani germogli sono brunastri ma diventano rapidamente verdi. Le foglie sono triangolari, verde brillante e spesso hanno steli leggermente rossi.
- Robusta, con portamento colonnare e rami quasi a spirale. I giovani ramoscelli sono leggermente pelosi e rossastri. Il germogliamento è precoce, i giovani germogli sono bruno-rossastri. Le foglie sono lunghe da 10 a 12 centimetri, ruvide, triangolari e dentellate quasi fino alla punta. La lamina fogliare è verde brillante, il gambo è rossastro.[2]

## Utilizzo
Il pioppo nero ibrido è un albero a foglie caduche comunemente coltivato il cui legno è utilizzato industrialmente.